# Utingeradeel
Utingeradeel est une ancienne commune néerlandaise de la province de la Frise.

## Histoire
La commune a existé jusqu'au 1er janvier 1984. À cette date, la commune a été supprimée. Son territoire a été divisé entre deux nouvelles communes :
- la plus grande partie a formé avec les communes d'Idaarderadeel et de Rauwerderhem pour former la nouvelle commune de Boornsterhem, renommé Boarnsterhim en frison l'année d'après.
- une petite partie dans le sud-ouest de la commune, comprenant les villages d'Akmarijp et Terkaple a été intégrée dans la nouvelle commune de Scharsterland, formée par la fusion de Doniawerstal et Haskerland.

Depuis 2014 les localités de l'ancienne commune de Utingeradeel font partie des communes de De Fryske Marren et Heerenveen (et pour une petite partie de la commune de Leeuwarden).

## Localités
La commune était composée de six villages : Akkrum, Akmarijp, Oldeboorn, Nes, Terhorne et Terkaple. Akkrum était le chef-lieu.

### Démographie
En 1840, la commune d'Utingeradeel comptait 609 maisons et 3 738 habitants.